# Peire Rogier
Pierre de Rougier o Peire Rogiers (1145 - Lodève, alrededor de 1197) fue un trovador francés de la escuela lemosina y auverniana, hijo del señor de Rouziers, en Auvernia.

## Biografía
Sus biógrafos aluden a que fue hijo de un señor de Auvernia: «Peire Rotgiers si fo d'Alvernhe... e fo gentils hom».
Ha sido identificado como perteneciente a la familia de los señores de Rouziers, cerca de Mauriac, en el departamento de Cantal.
Uc de Sant-Cirq (o Uc de Saint-Circ), el trovador biógrafo de trovadores, indicó que conocía las letras y que era canónigo de Clermont. Añade que era un buen cantante que abandonó su canonicato para hacerse juglar y hacer conocidos sus cuentos.
Fue a la corte de Ermengarda de Narbona, de gran valor y de gran inteligencia, que lo acogió y lo trató con honores. Se han conservado ocho sirventès, canciones de amor en las que Peire Rogier designa a la vizcondesa de Narbonne con la palabra clave "senhal".
A causa de calumnias que comprometían la reputación de la vizcondesa, Pierre Rogiers recibió la orden de abandonar su corte y se refugió cerca de Raimbaut d'Orange hasta 1173. Tras la muerte de Raimbaud en 1173, fue a la corte de Raimundo V de Tolosa; frecuentó también las de Alfonso IX de Castilla, después de la de Alfonso II de Aragón.
Se retira con otro trovador, Guilhem Azemar de Merueis, a la abadía de los hombres de Grandmont, cerca de Lodève, donde toma el hábito en 1194 y se queda hasta su muerte.